# Thure Cristenson
Thure Lennart Cristenson, född Kristensson 28 september 1911 i Malmö, död där 20 mars 1981, var en svensk konstnär.
Cristenson studerade vid Skånska målarskolan samt i Paris och Spanien. Hans konst består av figursaker, franska och spanska gatumotiv samt landskapsmålningar från södra Europa i olja.